# Pierre Ossian Bonnet
Pierre-Ossian Bonnet (n. 22 decembrie 1819, street of the Aiguillerie⁠(d), Languedoc-Roussillon, Franța – d. 22 iunie 1892, Quartier du Val-de-Grâce⁠(d), Île-de-France, Franța) a fost un matematician francez, cu contribuții deosebite în domeniul geometriei diferențiale, printre care teorema Gauss–Bonnet.

## Biografie
A făcut studiile la École Polytechnique, unde apoi a funcționat ca repetitor și ulterior ca director, ca în final să devină profesor la Sorbona.
Pasiunea pentru matematică l-a făcut să renunțe la cariera de inginer.
În 1862 devine membru al Academiei de Științe din Paris.
Bonnet a fost prieten cu matematicianul român Emanoil Bacaloglu, cu care a întreținut o vastă corespondență.

## Contribuții
Activitatea sa științifică s-a înscris în domenii variate ca: geometrie diferențială, algebră, mecanică teoretică, calculul infinitezimal, fizică matematică și astronomie.
În 1848 a introdus noțiunea de curbură geodezică, noțiune cercetată, extinsă și introdusă sub această denumire în lucrările lui Joseph Liouville în 1850.
De asemenea, Bonnet s-a ocupat de curbele de curbură constantă și torsiune constantă. În 1844, a descoperit că lemniscata păstrează proprietatea de a fi parcursă sincron pe arc și pe coardă, nu numai de un punct material greu (supus câmpului gravitațional), ci și de un mobil care s-ar afla sub acțiunea unei forțe centrale, proporțională cu distanța. Această interesantă proprietate l-a interesat și pe Bacaloglu, care de asemenea a stabilit în mod geometric sincroanele anumitor familii de lemniscate.

## Scrieri
Cea mai valoroasă scriere a sa este: Mémoire sur l'emploi d'un nouveaux système coordonnée dans l'étude des propriétés des surfaces courbes (1860).
De lucrările lui Bonnet s-au ocupat și matematicienii români: Tiberiu Mihăileanu (1958) și Radu Miron (1960).